# 129564 Christy
129564 Christy è un asteroide della fascia principale. Scoperto nel 1997, presenta un'orbita caratterizzata da un semiasse maggiore pari a 2,6751801 au e da un'eccentricità di 0,0804323, inclinata di 14,33819° rispetto all'eclittica.
L'asteroide è dedicato all'astronomo statunitense James Walter Christy, che nel 1978 scoprì Caronte, il più grande satellite di Plutone.